# Carol Emanuel I de Savoia
Carol Emanuel I (italiană Carlo Emanuele di Savoia), supranumit cel Mare (n. 12 ianuarie 1562, Rivoli, Piemont, Italia – d. 26 iulie 1630, Savigliano, Piemont, Italia) a fost Duce de Savoia din 1580 până în 1630. 

## Biografie
S-a născut la Castelul Rivoli din Piemont, ca singurul copil al Ducelui Emanuel Filibert de Savoia și a Margaretei a Franței. A devenit duce la 30 august 1580.
Ambițios și încrezător, el a urmat o politică de expansiune pentru ducatul său. În toamna anului 1588, profitând de războiul civil care a slăbit Franța în timpul domniei vărului său primar Henric al III-lea, a ocupat teritoriul Saluzzo, care era sub protecția franceză. Noul rege, Henric al IV-lea, a cerut să-i fie restituit teritoriul însă Carol Emanuel a refuzat; a urmat război. Conflictul de la graniță care a implicat Franța și Spania s-a încheiat cu pacea de la Vervins (2 mai 1598), care a lăsat problema Saluzzo nerezolvată. După ce ducele a început discuțiile cu Spania, Henric a amenințat că va redeschide războiul, până când, prin Tratatul de la Lyon (17 ianuarie 1601), Saluzzo a fuzionat cu Savoia în schimbul Bresse și a altor teritorii de peste Alpi. 
În 1602, Carol Emanuel a încercat să asedieze orașul Geneva. La 11 decembrie în acel an, el a poruncit trupelor sale să înconjoare zidurile orașului. Tentativa a fost un eșec dezastruos; 54 de savoiarzi au fost uciși și mulți alții au fost capturați. Armata lui Carol Emanuel s-a retras în panică și prizonierii savoiarzi au fost executați.

## Căsătorie și copii
S-a căsătorit cu verișoara sa de gradul doi, Infanta Catalina Micaela a Spaniei, fiica regelui Filip al II-lea al Spaniei și a Elisabetei de Valois și au avut zece copii:
- Filippo Emanuele, Prinț de Piemont (1586–1604)
- Victor Amadeus (1587–1637) căsătorit cu Prințesa Christine Marie a Franței; au avut copii.
- Emanuele Filiberto (1588–1624), vicerege al Siciliei (1622–24)
- Margareta (1589–1655), căsătorită cu Francesco al IV-lea Gonzaga, Duce de Mantua
- Isabela (1591–1626), căsătorită cu Alfonso al III-lea d'Este, Prinț Ereditar de Modena
- Maurizio, cardinal (1593–1657)
- Maria Apollonia, călugăriță la Roma (1594–1656)
- Francesca Catherina, călugăriță la Biella (1595–1640)
- Tommaso Francesco (1596–1656) căsătorit cu Marie de Bourbon, Contesă de Soissons; au avut copii
- Giovanna (n. 1597)

După decesul soției sale nu s-a recăsătorit niciodată însă începând cu anul 1600 a avut 11 copii cu următorele femei: Luisa de Duing, Argentina Provana, Catherine de Roussillon (mama Margheritei de Savoia care a fost o strămoașă a Mariei Teresa Cybo-Malaspina), Virginia Pallavicino, Anna Caterina Meraviglia și Anna Felizita Cusa.